# 克里斯多福·布萊克
克里斯多福·布萊克（英語：Christopher Black，1950年1月16日—）是加拿大刑事律師。

## 生平
布萊克在多倫多從事律師工作。原本他加入了新民主黨，但在1999年北約轟炸南斯拉夫後，讓他轉而加入加拿大共產黨，因為「它是唯一反對北約攻擊的政黨」。
2001年，他加入了捍衛斯洛波丹·米洛塞維奇國際委員會，並擔任塞爾維亞前總統斯洛波丹·米洛塞維奇的首席法律顧問。
布萊克還在卢旺达问题国际刑事法庭當中為盧安達前憲兵領袖奧古斯汀·恩丁迪利伊馬納辯護。2014年，恩丁迪利伊馬納被判無罪釋放。

## 外部連結
- 官方网站